# Koati
Koati es una película animada de 2021 coproducida entre México y Estados Unidos. Dirigida por Rodrigo Perez-Castro, contó con las voces de Sofía Vergara, Joe Manganiello, Eduardo Franco, Adriana Barraza, Evaluna Montaner, Sebastián Villalobos y Karol G. La banda sonora fue interpretada por Marc Anthony con la colaboración de otros artistas como Becky G, Carlos Rivera, Mau & Ricky y Leslie Grace, entre otros.

## Sinopsis
Nachí, Xochi y Pako, un coatí, una mariposa monarca y una rana de cristal respectivamente, son animales típicos de la fauna sudamericana cuyas especies se encuentran en peligro de extinción. Emprenden una aventura llena de peligros para evitar que una malvada serpiente de coral llamada Zaina destruya su ecosistema. Para ello, tendrán que recurrir a todos los dones que la propia naturaleza les dio.

## Reparto
- Sofía Vergara es Zaina.
- Sebastián Villalobos es Nachí.
- Evaluna Montaner es Xochi.
- Daniel Sosa es Pako.
- Juan Carlos Tinoco es Balam.
- Adriana Barraza es Amaya.
- Karol G es Chima.
- De la Ghetto es Jithu.
- Daniela Calle es Itzel.
- Stefanía Roitman es Igu.